# Groc vermell blau
Groc vermell blau és un quadre del pintor rus Vassili Kandinski pintat el 1925. Està exposat al Museu Nacional d'Art Modern de París i és el quadre més representatiu de l'etapa Bauhaus de Kandinski.

## Descripció
La tela sobre la qual està pintat el quadre és un rectangle auri, és a dir, un rectangle els costats diferents del qual tenen una proporció aproximada igual al nombre auri, contrastant amb els formats més reduïts del període Bauhaus.
El quadre mostra dues parts en contraposició: a mà esquerra, línies geomètriques; a mà dreta, formes lliures. I entremig agafen protagonisme els tres colors primaris, d'esquerra a dreta: un rectangle groc, una creu vermella, un cercle blau. El contrast també es veu en els colors: el groc és lluminós, lleuger, amb línies negres i rectes i està delimitat per un fons pàl·lid envoltat de blau violaci produint la sensació d'un cel. D'altra banda, a la part dreta del quadre, el cercle blau està limitat per un fons groc clar, marcat per una línia serpentina negra de gruix variable.

## Anàlisi
Una interpretació és l'equilibri en els elements: el colors groguencs càlids evocarien el sol mentre que les gammes fredes dels blaus mostren l'obscura rodonesa lunar. A més, el sol queda reforçat per unes línies obliqües que surten del centre com si fossin rajos de sol, i de la lluna s'escapen una multitud de formes: superfícies que se superposen en transparència.
També s'interpreta com el combat d'allò humà amb allò inorgànic, del sol i la lluna, de Sant Jordi i el drac.